# Comnena (filha de Aleixo I de Trebizonda)
Comnena é como é melhor conhecida a esposa de Andrônico I de Trebizonda, pois seu primeiro nome é desconhecido. "Comnena" é a forma feminina do nome de sua família, os Comnenos.

## Família
Comnena era a única filha conhecida de Aleixo I de Trebizonda com Teodora Axucina e seus irmãos eram João e Manuel. Seus avós paternos eram Manuel Comneno com Rusudan. O avô paterno era provavelmente João Comneno Axuco, um imperador rival por um curto período de Aleixo III Ângelo que foi traído e morto por seus soldados em 1200.

## Imperatriz
Comnena se casou com Andrônico Gido, cujo nome familiar é de origem desconhecida. Uma pessoa com este nome aparece na crônica de Nicetas Coniates como tendo servido a Teodoro I Láscaris, imperador de Niceia. Em 1206, este Andrônico emboscou uma força de trezentos soldados do Império Latino emprestados pelo imperador latino Henrique de Flandres a David Comneno como parte de uma aliança contra Teodoro I em Tracheiai, perto de Nicomédia. Não se sabe, contudo, se este Gido era o marido de Comnena ou um parente.
Em 1 de fevereiro de 1222, Aleixo I morreu e foi sucedido não pelos filhos, mas pelo genro e marido de Comnena. Andrônico. Gido era provavelmente um proeminente líder militar ao passo que seus cunhados eram ainda crianças. Comnena foi sua imperatriz consorte, sucedendo à mãe. O casamento dos dois parece não ter produzido filhos e Andrônico morreu em 1235, quando então o trono voltou para o irmão de Comnena, João.
Não se sabe como e nem quando ela morreu.